# Saison 1 de House of Cards
Ne doit pas être confondu avec Saison 1 de House of Lies.
Chronologie
Saison 2
Cet article présente le guide de la première saison de la série télévisée américaine House of Cards.

## Distribution

### Acteurs principaux
- Kevin Spacey (V. F. : Gabriel Le Doze ; V. Q. : Jacques Lavallée) : Frank Underwood
- Robin Wright (V. F. : Juliette Degenne ; V. Q. : Anne Dorval) : Claire Underwood
- Kate Mara (V. F. : Olivia Luccioni ; V. Q. : Kim Jalabert) : Zoe Barnes
- Corey Stoll (V. F. : Éric Aubrahn ; V. Q. : Patrick Chouinard) : Peter Russo
- Michael Kelly (V. F. : Fabien Jacquelin ; V. Q. : Pierre Auger) : Doug Stamper
- Sakina Jaffrey (V. F. : Nathalie Karsenti ; V. Q. : Anne Bédard) : Linda Vasquez
- Kristen Connolly (V. F. : Céline Mauge) : Christina Gallagher
- Constance Zimmer (V. F. : Armelle Gallaud ; V. Q. : Pascale Montpetit) : Janine Skorsky
- Sandrine Holt (V.F. : Yaël El Haddad) Gillian Cole

### Acteurs récurrents
- Michel Gill (V. F. : Nicolas Marié ; V. Q. : Daniel Picard) : le président Garrett Walker
- Mahershala Ali (V. F. : Raphaël Cohen) :  Remy Danton
- Sebastian Arcelus (V.F. : Didier Cherbury) : Lucas Goodwin
- Jayne Atkinson (V. F. : Josiane Pinson) : la sénatrice Catherine Durant
- Elizabeth Norment (V.F. : Clara Borras) : Nancy Kaufberger
- Reg E. Cathey (V.F. : Thierry Desroses) : Freddy Hayes
- Ben Daniels (V.F. : Patrick Osmond) : Adam Galloway
- Nathan Darrow (en) : Edward Meechum
- Rachel Brosnahan : Rachel Posner
- Boris McGiver : Tom Hammerschmidt
- Dan Ziskie (en) (VF : Jean-Pierre Leroux) : Jim Matthews
- Larry Pine (V.F. : Michel Dodane) : Bob Birch

## Résumé de la saison
Frank Underwood, chef du groupe parlementaire démocrate à la Chambre des représentants, a aidé son camp à remporter l'élection présidentielle américaine. Il s'attend donc à être récompensé en étant nommé Secrétaire d'état. Néanmoins le président nomme une autre personnalité. Frank va tout mettre en œuvre pour tenter d'être promu. Homme brutal et sans scrupules, il utilise une jeune journaliste (Zoe Barnes) pour divulguer des informations dans la presse, et manipule un de ses collègues, Peter Russo. Il va être confronté à diverses situations dont il va se sortir à son avantage, n'hésitant pas même à tuer pour éliminer ceux qui le gênent. À la fin de la saison, il parviendra à ses fins en étant nommé vice-président.

## Épisodes
1. L'Échiquier politique
2. Chaises musicales
3. Tables de négociations
4. Alliances stratégiques
5. Changement de programme
6. Fin de la récréation
7. Faîtes vos jeux
8. Les Copains d'avant
9. Tout compte fait
10. Rébellions
11. Descente en enfer
12. Échanges de bons procédés
13. La fin justifie les moyens

### Épisode 1:L'Échiquier politique
- États-Unis /  Canada : 1er février 2013 sur Netflix[1]
- Belgique : 14 février 2013 sur Be 1
- France : 29 août 2013 sur Canal+

### Épisode 2:Chaises musicales
- États-Unis /  Canada : 1er février 2013 sur Netflix
- Belgique : 21 février 2013 sur Be 1
- France : 29 août 2013 sur Canal+

### Épisode 3:Tables de négociations
- États-Unis /  Canada : 1er février 2013 sur Netflix
- Belgique : 28 février 2013 sur Be 1
- France : 29 août 2013 sur Canal+

### Épisode 4:Alliances stratégiques
- États-Unis /  Canada : 1er février 2013 sur Netflix
- Belgique : 7 mars 2013 sur Be 1
- France : 5 septembre 2013 sur Canal+

### Épisode 5:Changement de programme
- États-Unis /  Canada : 1er février 2013 sur Netflix
- Belgique : 14 mars 2013 sur Be 1
- France : 5 septembre 2013 sur Canal+

### Épisode 6:Fin de la récréation
- États-Unis /  Canada : 1er février 2013 sur Netflix
- Belgique : 21 mars 2013 sur Be 1
- France : 12 septembre 2013 sur Canal+

Les enseignants sont en grève depuis un mois. Bien que Frank soit soumis à de fortes pressions pour laisser tomber le projet de loi ou d'en retirer les dispositions les plus controversées, quitte à le vider de sa substance, il tient bon, y compris devant le président nouvellement élu, qui craint que cette grève ne ruine l'autorité de son gouvernement. Frank élabore alors une stratégie machiavélique : victime d'une agression à son domicile, il décide de faire porter le chapeau à Spinella, principal porte-parole du mouvement. Quelques jours après, Peter Russo informe Frank qu'il accepte de participer aux élections visant à élire le gouverneur de Pennsylvanie. Pendant ce temps, Claire rend visite à son ancien agent de sécurité sur son lit de mort.

### Épisode 7:Faites vos jeux
- États-Unis /  Canada : 1er février 2013 sur Netflix
- Belgique : 28 mars 2013 sur Be 1
- France : 12 septembre 2013 sur Canal+

### Épisode 8:Les Copains d'avant
- États-Unis /  Canada : 1er février 2013 sur Netflix
- Belgique : 4 avril 2013 sur Be 1
- France : 19 septembre 2013 sur Canal+

### Épisode 9:Tout compte fait
- États-Unis /  Canada : 1er février 2013 sur Netflix
- Belgique : 11 avril 2013 sur Be 1
- France : 19 septembre 2013 sur Canal+

### Épisode 10:Rébellions
- États-Unis /  Canada : 1er février 2013 sur Netflix
- Belgique : 18 avril 2013 sur Be 1
- France : 26 septembre 2013 sur Canal+

### Épisode 11:Descente en enfer
- États-Unis /  Canada : 1er février 2013 sur Netflix
- Belgique : 25 avril 2013 sur Be 1
- France : 26 septembre 2013 sur Canal+

### Épisode 12:Échanges de bons procédés
- États-Unis /  Canada : 1er février 2013 sur Netflix
- Belgique : 2 mai 2013 sur Be 1
- France : 3 octobre 2013 sur Canal+

Matthews ayant accepté de se présenter au poste de gouverneur de Pennsylvanie, le président Garrett Walker lui cherche un remplaçant en cas de victoire et demande à Frank de l'aider à évaluer les candidats à ce poste. Le président l'envoie donc chez Raymond Tusk un multimilliardaire, qui vit à Saint Louis. Mais après avoir séjourné avec lui, Frank découvre que contrairement à ce que lui avait dit le président, Tusk et lui se connaissent très bien et que c'est en fait Tusk qui est chargé d'évaluer Frank et non l'inverse. Tusk lui propose de le soutenir en échange d'une faveur mais en refusant de lui préciser laquelle. Frank refuse de lui signer ce chèque en blanc et rentre à Washington. Pendant ce temps, Zoe et Janine travaillent ensemble et se posent des questions sur la mort de Peter Russo.

### Épisode 13:La fin justifie les moyens
- États-Unis /  Canada : 1er février 2013 sur Netflix
- Belgique : 11 mai 2013 sur Be 1
- France : 3 octobre 2013 sur Canal+